# 吳楷
吳楷（1557年—1608年），字允式，號泰軒，山東兗州府曹州人，民籍，明朝政治人物。

## 生平
隆慶四年（1570年）庚午科山東鄉試第五十五名，萬曆十四年（1586年）丙戌科會試三百四十九名，登三甲第一百三十四名進士。刑部观政，本年授太常寺博士，丁憂歸。十九年復除原职，二十年十一月奉命祭祀庆宪王妃方氏，二十三年行取，擢升陕西道监察御史，本年巡视芦沟桥，二十四年二月往河东巡盐，二十七年十一月奉命巡视陕西甘肃边关，二十九年巡按四川，三十一年六月巡按湖广，次年平定楚宗兵变，三十四年还京，三十五年十一月以九载考满，升大理寺右寺丞，不久去世。

## 家族
曾祖吳凱；祖父吳自然；父吳中立。母馬氏；繼母張氏。具庆下。弟吴檢、吴構、吴榛、吴椅。